# ماتیوش زیتکو
ماتیوش زیتکو (لهستانی: Mateusz Żytko؛ زادهٔ ۲۷ نوامبر ۱۹۸۲) بازیکن فوتبال اهل لهستان است.
از باشگاه‌هایی که در آن بازی کرده‌است می‌توان به باشگاه فوتبال پولونیا ورشو اشاره کرد.